# Campylopus subfalcatus
Campylopus subfalcatus là một loài Rêu trong họ Dicranaceae. Loài này được (Hornsch.) A. Jaeger mô tả khoa học đầu tiên năm 1872.